# マーライオン (ミュージシャン)
マーライオン（3月3日 -  ）は、日本のミュージシャン、シンガーソングライター。
神奈川県横浜市出身。NIYANIYA RECORDS主宰。

## 概要
2010年のライブデビュー以来、ギターの弾き語りを中心に、ライブハウス、フェス、喫茶店、イベントまで、幅広くライブ活動を行う。初期は実家でギターを演奏できる環境がなく、ステージ上で曲を作っていた。
レーベル運営、イベント企画から、プロデュース、雑誌への寄稿、役者業と、フットワークの軽いキャッチーな活動が特徴で、演劇、デザイン、お笑いなど幅広い分野に友人、知人を持つ。それらのネットワークは音楽活動にも十分に生かされている。
一方で独自の言語感覚による曲やMCは一筋縄で語れるものではなく、熱狂的に支持するファンを各所に持ち、現在に至る。
近年はポッドキャスト番組『マーライオンのにやにやRadio』の更新も活発で、これまでに曽我部恵一、小山ゆうじろう、松本素生（GOING UNDER GROUND）、三浦康嗣（□□□）など多数のゲストを招いている。

## 経歴
2010年3月、自主製作1stアルバム『ニヤニヤロックンロールベスト』『ニヤニヤロックンロール全曲集』を2枚同時リリース。
2011年7月、自主企画「月曜日からニヤニヤしようよ」をスタート。倉内太、柴田聡子、スカート澤部渡、世田谷ピンポンズ、日比谷カタン、姫乃たま、町あかり など様々なミュージシャンが出演。Vol.9まで開催する。
2013年3月、曽我部恵一と共同企画「キラキラでニヤニヤ VOL.1」を2days開催。
2017年12月、劇団コンプソンズにて俳優と劇中曲歌唱で参加。
2018年1月、1st mini album『ばらアイス』を発売。4月21日にはROSE RECORDSより12インチ45回転レコードをRECORD STORE DAY2018記念商品として発売。
2018年10月、マセキ芸能社のガクヅケ木田に弾き語りを教えるトーク＆ライブイベント「ガクヅケ木田の！弾き語りがしたい！」を主催。同月から11月にかけてNIYANIYA RECORDS主宰として「シンガポール祭り」を開催。シンガポールにまつわる国内外のバンドを招聘し、長野松本、東京下北沢にて2都市でイベントを開催。100人以上を動員した。
2019年1月、6年ぶりに曽我部恵一と共同企画「キラキラでニヤニヤ Vol.2」を開催。GOMES THE HITMANの山田稔明をゲストに迎え満員御礼となった。
3月、京都VOXhallで開催された「うたのゆくえ」に出演。
5月、Podcast番組『マーライオンのにやにやRadio』放送開始。
6月、大倉山記念館にて東郷清丸と2マンイベント「色々水に流そうよ Vol.6」を企画。満員御礼となった。
7月、プロデューサー&ギタリストとして、シンガポール×東京のバンドChiriziris 1st album『Chiriziris』に参加。同月、「シンガポール祭り Vol.2」を渋谷7th Floorにて開催。満員御礼となった。
8月、川本真琴と2人編成でタワーレコード横浜ビブレ店で演奏参加。
10月、CINRA主催「NEWTOWN」に2ステージ出演。同月、香川県高松で初ライブ。
11月、「すみだオモシロ文化祭」に出演。
2020年1月、岡山名古屋を廻るミニツアー開催。
7月、団地演劇“盛夏火”本公演『スター・クルージング／パジャマ・キャンプ・アルファ』に音楽と俳優で参加。
9月、Mini Album『北北西に飛んでいった』配信リリース。
11月、サニーデイ・サービス「もっといいね！」リミックス・ラップ歌唱参加。配信リリース。
2021年1月、6th single「プレゼント」配信リリース。
4月、7th single「ゴッホと花束」配信リリース。
7月、8th single「味方になる」配信リリース。

## ディスコグラフィ

### シングル
|     | 発売日         | タイトル                         | 備考                   |
| --- | -------------- | -------------------------------- | ---------------------- |
| 1st | 2019年2月16日  | シャッターチャンスを君にあげるよ | マーライオンバンド名義 |
| 2nd | 2019年12月25日 | スロウムード                     |                        |
| 3rd | 2020年3月3日   | ばらアイス（BAND ver.）          |                        |
| 4th | 2020年4月8日   | 息抜きしようよ                   |                        |
| 5th | 2020年9月25日  | 忘れないように                   |                        |
| 6th | 2021年1月21日  | プレゼント                       |                        |
| 7th | 2021年4月21日  | ゴッホと花束                     |                        |
| 8th | 2021年7月28日  | 味方になる                       |                        |

### アルバム・EP
|          | 発売日                                                              | タイトル                      | 備考                                                                               |
| -------- | ------------------------------------------------------------------- | ----------------------------- | ---------------------------------------------------------------------------------- |
| 1st      | 2010年3月29日                                                       | ニヤニヤロックンロール全曲集  |                                                                                    |
| 1st      | 2010年3月29日                                                       | ニヤニヤロックンロールベスト  |                                                                                    |
| 2nd      | 2012年3月28日（ディスクユニオン先行発売） 2012年4月11日（全国発売） | 日常                          |                                                                                    |
| 3rd      | 2014年11月5日                                                       | 吐いたぶんだけ強くなる        |                                                                                    |
| 4th      | 2014年12月10日                                                      | ボーイミーツガール            |                                                                                    |
| 5th      | 2015年1月7日                                                        | マーtodaライtodaオォォォン!!! |                                                                                    |
| 1st mini | 2018年1月17日                                                       | ばらアイス                    | 2018年4月21日に、2018 RECORD STORE DAY商品としてROSE RECORDからLP（ROSE224）が発売 |
| 2nd mini | 2020年5月6日                                                        | マーライオンバンド            |                                                                                    |
| 3rd mini | 2020年10月21日                                                      | 北北西に飛んでいった          |                                                                                    |

### 参加作品
| 発売日         | タイトル                                  | 備考                                                                                      |
| -------------- | ----------------------------------------- | ----------------------------------------------------------------------------------------- |
| 2014年12月15日 | カセットレボリューション vol.2            | 「夜のピクニック」で参加                                                                  |
| 2018年10月     | シンガポール祭り コンピレーションアルバム | DLコード付きステッカーとして無料配布                                                      |
| 2019年4月30日  | PAST AGE MEETING                          |                                                                                           |
| 2020年11月25日 | もっといいね！Remix album                 | サニーデイ・サービスが2020年3月に発表した13枚目のアルバム『いいね！』のリミックスアルバム |

### その他
| 発売日        | タイトル                                  | 備考 |
| ------------- | ----------------------------------------- | --- |
| 2012年4月23日 | ファーストライブDVD                       | ライブ会場限定発売のライブDVD                                                                                                 |
| 2013年3月20日 | 19才                                      | 2012年12月に行われた自主企画「月曜日からニヤニヤしようよVOL.8」の模様を完全収録したライブアルバム                             |
| 2017年3月19日 | 大谷能生とマーライオンat黄金町試聴室その2 | 2016年12月13日に行われた「大谷能生さんとマーライオンの崖から落ちてみる」の ラストライブの模様を収録した15曲入りライブアルバム |